# Ferrédoxine-NAD+ réductase
La ferrédoxine-NAD+ réductase est une oxydoréductase qui catalyse les réactions :
2 ferrédoxines à centre [2Fe-2S] réduit + NAD+ + H+  {\displaystyle \rightleftharpoons }  2 ferrédoxines à centre [2Fe-2S] oxydé + NADH
ferrédoxine à 2 centres [4Fe-4S] réduits + NAD+ + H+  {\displaystyle \rightleftharpoons }  ferrédoxine à 2 centres [4Fe-4S] oxydés + NADH
Cette enzyme intervient dans le métabolisme des acides gras. Elle est présente notamment dans les hydrogénosomes de certains organismes.

### Sources et bibliographie
- (en) Jungermann K, Thauer RK, Leimenstoll G, Decker K, « Function of reduced pyridine nucleotide-ferredoxin oxidoreductases in saccharolytic Clostridia », Biochim. Biophys. Acta., vol. 305, no 2,‎ 1973, p. 268–80 (PMID 4147457)